# قسمت احمدی
قسمت احمدی (زادهٔ ۱۳ اوت ۱۹۹۶) یک بازیکن فوتبال اهل افغانستان است.
وی در تیم ملی فوتبال افغانستان بازی کرده‌است.